# Eddie Spaghetti
Edward Carlyle Daly III, mieux connu sur le nom de Eddie Spaghetti, est le leader, chanteur et bassiste du groupe américain de rock 'n' roll The Supersuckers. Il est connu pour avoir l'habitude de porter des chapeaux de cowboy. Sa voix caractéristique et son charisme en font un leader naturel ainsi qu'un personnage essentiel du rock 'n' roll de ces dernières années.
En 2003, Eddie Spaghetti entame une carrière solo dans la musique country en sortant The Sauce, qui contient des  chansons composées pour l'occasion mais aussi des reprises, comme Gotta Get Drunk de Willie Nelson ou même Sleepy Vampire de son propre groupe, The Supersuckers. Old No. 2 parait en 2005, aux sonorités plus électriques que son prédécesseur, il reprend les mêmes principes, des chansons composées par Eddie Spaghetti comme Some people say ou Here we go et des reprises plus ou moins populaires : Tonight I'll Be Staying Here With You de Bob Dylan, Carry Me Home d'AC/DC (inédit, sorti seulement en face B du single Dog Eat Dog) ou I Don't Wanna Grow Up popularisé par les Ramones.

## Discographie en solo
- 2003 : The Sauce (Mid-Fi Records) 
- 2005 : Old No. 2 (Mid-Fi Records)
- 2011 : Sundowner (Bloodshot Records)
- 2013 : The Value Of Nothing (Bloodshot Records)